# 庆阳镇 (辉南县)
庆阳镇，是中华人民共和国吉林省通化市辉南县下辖的一个乡镇级行政单位。

## 行政区划
庆阳镇下辖以下地区：
庆阳村、向荣村、东甸子村、吊鹿沟村、腰岭子村、太平村、大湾沟村、西顺堡村、长碾沟村、中央堡村、大兴村、太和村、玉恒村、德安村和永庆村。